# Labor Days
Labor Days ist das dritte Album des US-amerikanischen Rappers Aesop Rock. Es ist sein zweites Album, welches über ein Label veröffentlicht wurde
und sein erstes auf El-Ps Label Definitive Jux. Es erschien am 18. September 2001. 
Labor Days ist ein Konzeptalbum, in dem sich alle Stücke über den Alltag der Arbeiterklasse drehen.
Der Song „Labor“ war in dem Videospiel Tony Hawk’s Pro Skater 4 im Soundtrack enthalten.

## Albumcover
Das Albumcover zeigt verschwommene graue Gestalten über denen sich ein Namensschriftzug sowie orange Schriftzeichen befinden. Es wurde designt von dem Künstler Dan Ezra Lang.

## Tracklist
| #   | Titel                     | Gastbeiträge | Länge |
| --- | ------------------------- | ------------ | ----- |
| 1.  | Labor                     |              | 2:32  |
| 2.  | Daylight                  |              | 4:26  |
| 3.  | Save Yourself             |              | 4:59  |
| 4.  | Flashflood                |              | 3:54  |
| 5.  | No Regrets                |              | 4:31  |
| 6.  | One Brick                 | Illogic      | 4:32  |
| 7.  | The Tugboat Complex Pt. 3 |              | 3:46  |
| 8.  | Coma                      |              | 3:56  |
| 9.  | Battery                   |              | 5:07  |
| 10. | Boombox                   |              | 5:05  |
| 11. | Bent Life                 | C-Rayz Walz  | 4:49  |
| 12. | The Yes and the Y'all     |              | 4:04  |
| 13. | 9-5er's Anthem            |              | 4:38  |
| 14. | Shovel                    |              | 4:45  |

## Produktion
- Blockhead (Lied: 2, 3, 4, 5, 7, 11, 12, 13, 14)
- Aesop Rock (Lied: 1, 6, 9, 10)
- Omega One (Lied: 8)[1]

## Singles
Aus dem Album wurden drei Singles veröffentlicht, keines davon schaffte es in die Charts. Ein Musikvideo wurde zu keinem der Songs gedreht.
- „Coma“ (24. Juli, 2001)
- „Boombox“ (21. August, 2001)
- „Daylight“ (2001)

## Kritiken
Das Album erhielt ausschließlich gute Kritiken und wird von Fans und Kritikern meist als sein bestes Werk genannt.
- Allmusic vergab 4,5/5 Punkten.[2]
- Pitchfork Media vergab 8,7/10 Punkten.[3]
- RapReviews vergab 8/10 Punkten.[4]

Der Online-Musikdienst Rhapsody nahm das Album in die Liste „The 10 Best Albums By White Rapper“ auf.